# Rio Peace
O rio Peace (em francês:  rivière de la Paix) nasce nas Montanhas Rochosas, no norte da província de Colúmbia Britânica, Canadá a partir do rio Finlay, e estende-se até ao norte da província de Alberta, passando pelo Parque Nacional Wood Buffalo. Tem aproximadamente 1923 km de extensão e uma área de 302 500 km². A região do rio Peace em Alberta é um importante centro petrolífero e de gás natural. Desagua no rio Slave (rio do Escravo).

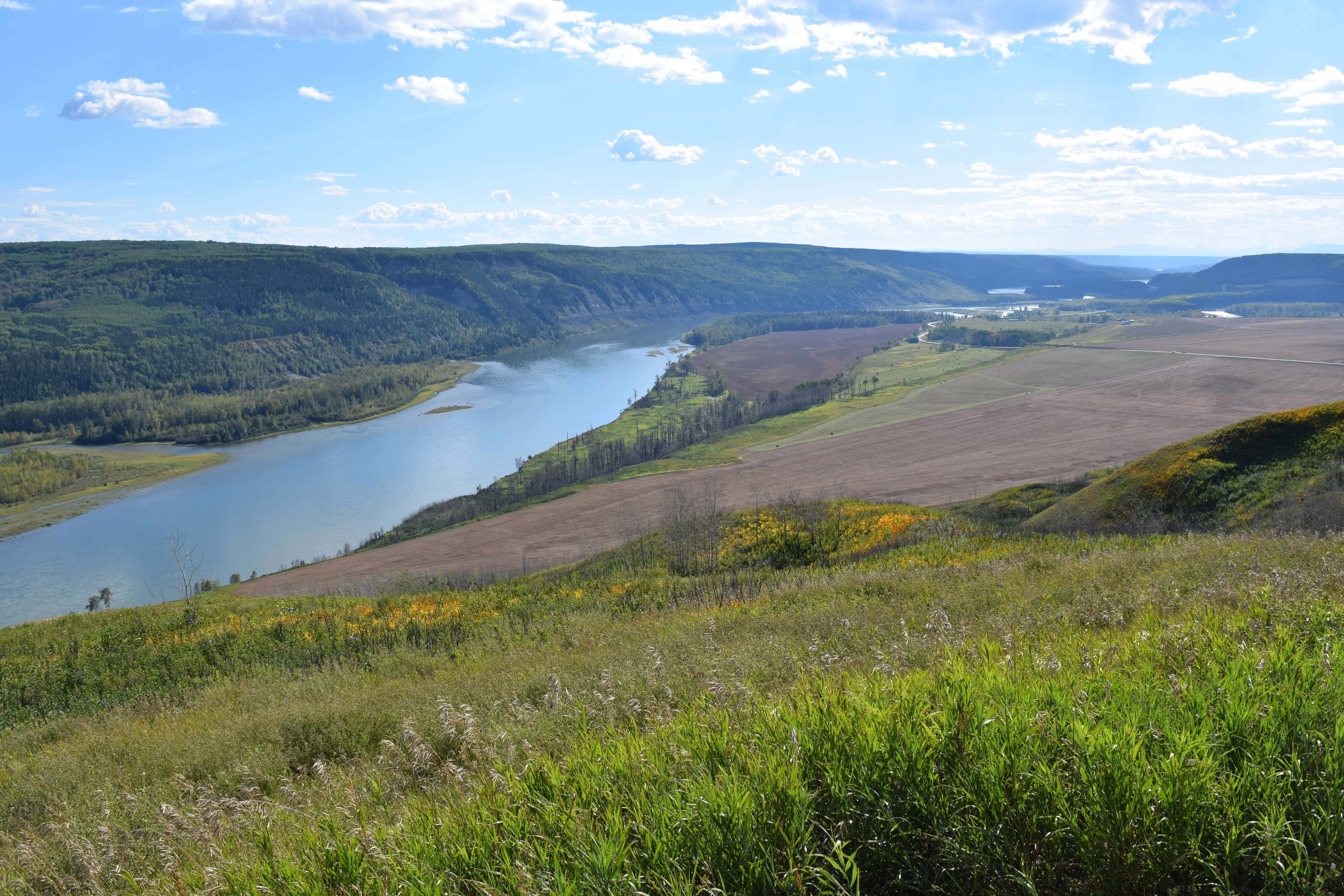
Área de inundação C do Vale do Rio Peace

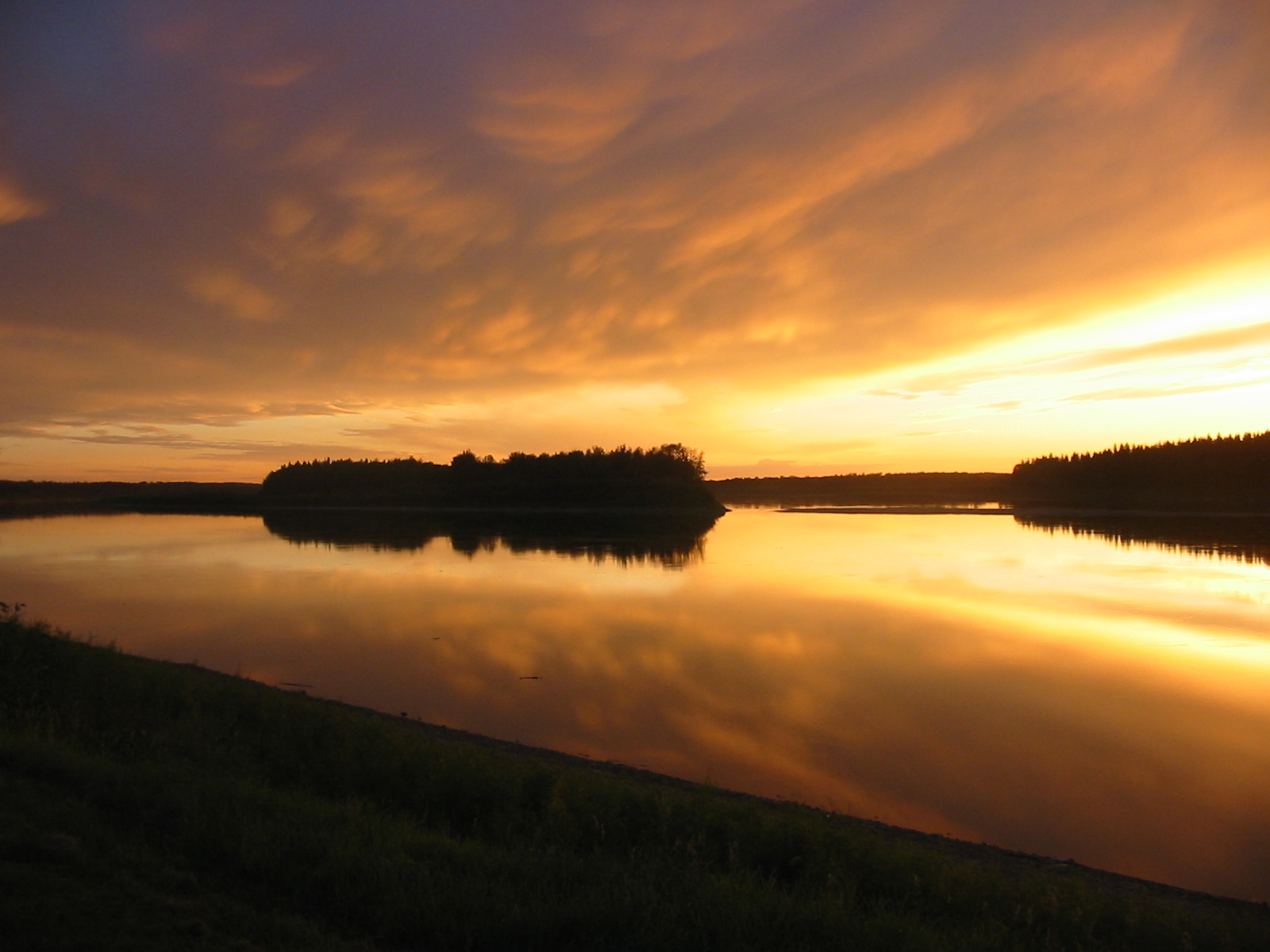
Rio Peace no Fort Vermilion, Alberta.